# Serhiivka, Kahovka
Serhiivka (în ucraineană Сергіївка) este un sat în comuna Kameanka din raionul Kahovka, regiunea Herson, Ucraina.

## Demografie
Componența lingvistică a localității Serhiivka
     Ucraineană (93,25%)
     Rusă (6,1%)
     Alte limbi (0,52%)
Conform recensământului din 2001, majoritatea populației localității Serhiivka era vorbitoare de ucraineană (93,25%), existând în minoritate și vorbitori de rusă (6,1%).